# Lee Curtis and the All-Stars
Lee Curtis and the All-Stars foi um grupo beat britânico de Liverpool, que eram contemporâneos e (brevemente) rivais locais dos The Beatles no início dos anos 1960. Liderados por Peter Flannery, que usava o nome artístico de Lee Curtis (nascido em 31 de outubro de 1939, Norris Green, Liverpool), outros membros do grupo incluíam Pete Best e Wayne Bickerton. 

## Carreira
Suas origens estão no Detours, um grupo formado em 1961 por amigos de escola em Liverpool, incluindo o vocalista Peter Flannery, que adotou um nome artístico derivado do cantor americano Curtis Lee. Embora eles se apresentassem regularmente nas áreas de Liverpool e North Wales, Lee Curtis and the Detours se separaram depois de alguns meses. Flannery e seu irmão e empresário Joe, que já havia trabalhado como cantor na Orquestra Joe Loss, decidiram formar um novo grupo, que se chamaria Lee Curtis and the All-Stars.
Em meados de 1962, eles recrutaram membros de outros grupos locais. Os membros originais eram Frank Bowen (guitarra solo), Tony Waddington (guitarra base), Wayne Bickerton (baixo) e Bernie Rogers (bateria). No entanto, quando Pete Best foi demitido pelos Beatles, os irmãos Flannery - aparentemente encorajados pelo empresário dos Beatles Brian Epstein - decidiram dispensar Rogers e instalar Best como o baterista do grupo. Eles também ocasionalmente se apresentavam com a cantora Beryl Marsden. No final de 1962, o grupo era um dos mais bem-sucedidos da área e ocupava o segundo lugar na pesquisa anual do Mersey Beat, atrás dos Beatles, mas à frente de Gerry & The Pacemakers, The Searchers e outros grupos que mais tarde se tornaram conhecidos nacional e internacionalmente. Lee Curtis and the All-Stars assinaram com a Decca Records e lançaram dois singles no início de 1963, "Little Girl" e "Let's Stomp". No entanto, nenhum dos dois chegou às paradas e, em meados de 1963, o resto da banda decidiu se separar de Curtis para formar o The Original All-Stars. Esse grupo mais tarde se tornou o Pete Best Four, e vários anos depois Bickerton e Waddington se tornaram os compositores e produtores por trás de The Rubettes.
Curtis formou uma nova versão do All-Stars em 1963, com Paul Pilnick (guitarra solo), George "Porky" Peckham (guitarra base - nos últimos anos um renomado engenheiro de gravação de discos), Dave "Mushy" Cooper (baixo) e Don Alcyd (bateria). A nova formação gravou um single "I've Got My Eyes On You", contribuiu com duas faixas para o álbum da Decca, Live at the Cavern, e tocou em clubes de Hamburgo, mas se separou logo depois. No entanto, Curtis continuou a construir sua popularidade no circuito de clubes na Alemanha, e teve uma residência de um ano no Star-Club. Ele também gravou regularmente na Alemanha, embora a formação de seu grupo de apoio, o All-Stars, tenha mudado repetidamente.
No final de 1967, Curtis era o passageiro de um carro que bateu enquanto ele estava a caminho de uma apresentação na Alemanha, e ele sofreu ferimentos na cabeça. Depois de mais algumas apresentações, ele decidiu deixar o mundo da música e voltou para sua casa em Liverpool.
Anos depois, Lee Curtis trabalhou como crupiê e na fábrica de motores da Ford em Halewood, ocasionalmente voltando para apresentações ao vivo em Liverpool e na Alemanha. Em 2007, ele encabeçou um evento de música ao vivo com grande participação como Lee Curtis and The Bonds em Cuxhaven, Alemanha, para o lançamento do livro We Got Our Kicks in Cux'66 de Jens-Christian Mangels e Ralf Froehlich. Ele agora vive em Southport, Inglaterra.